# Harnai
Harnai é uma cidade do Paquistão localizada no distrito de Sibi, província de Baluchistão.

## Demografia
- Homens: 5 192
- Mulheres: 4 157

(censo 1998)